# Cafeneaua Veche
Cafeneaua Veche este cea mai veche cafenea atestată documentar în București, datând din 1781 și fiind atestată în anul 1812. Cafeneaua Veche se află pe Strada Covaci nr. 16, în fața pieței Sfântul Anton din centrul istoric, clădirea în care se află fiind clasată monument istoric cu cod LMI B-II-m-B-18510.
Astăzi funcționează sub numele de Cafeneaua Veche 9.

## Scurtă istorie
În anul 1781, armeanul Ștefan Altîntop a primit permisiunea din partea domnitorului Alexandru Ipsilanti să construiască o cafenea în apropierea Curții Domnești, în partea nordică a pieței Sfâtului Anton, în schimbul unei simbrii de 10 taleri pe an.
Cafeneaua avea pereții zugrăviți în alb, un acoperiș închis la culoare, iar fațada sa era decorată de o serie de basoreliefuri în stil neorenascentist, amplasate între arcele ferestrelor prevăzute cu obloane de tablă. Cafeneaua și-a schimbat proprietarii în anii 1812 – anul atestării sale documentare – și apoi în 1825.

## Cafeneaua Veche și oaspeții săi celebri
Începând cu secolul al XIX-lea Cafeneaua Veche a devenit locul de întâlnire pentru personalități ale vremii, precum Mihai Eminescu, Ion Luca Caragiale sau chiar regele Carol al II-lea. Istoria Cafenelei este legată de cea a hotelului Universal, aflat chiar lângă local, la numărul 14 al străzii Covaci, sediul celebrului ziar Timpul. Se spune că Eminescu, redactor la ziar între anii 1880 și 1881, ar fi fost unul dintre clienții fideli ai Cafenelei Vechi.

## Cafeneaua Veche în artă
De-a lungul timpului, Cafeneaua Veche a fost subiectul a numeroase lucrări de artă, printre care se numără și tabloul în stil naiv al pictorului Nicolae Pavelescu.

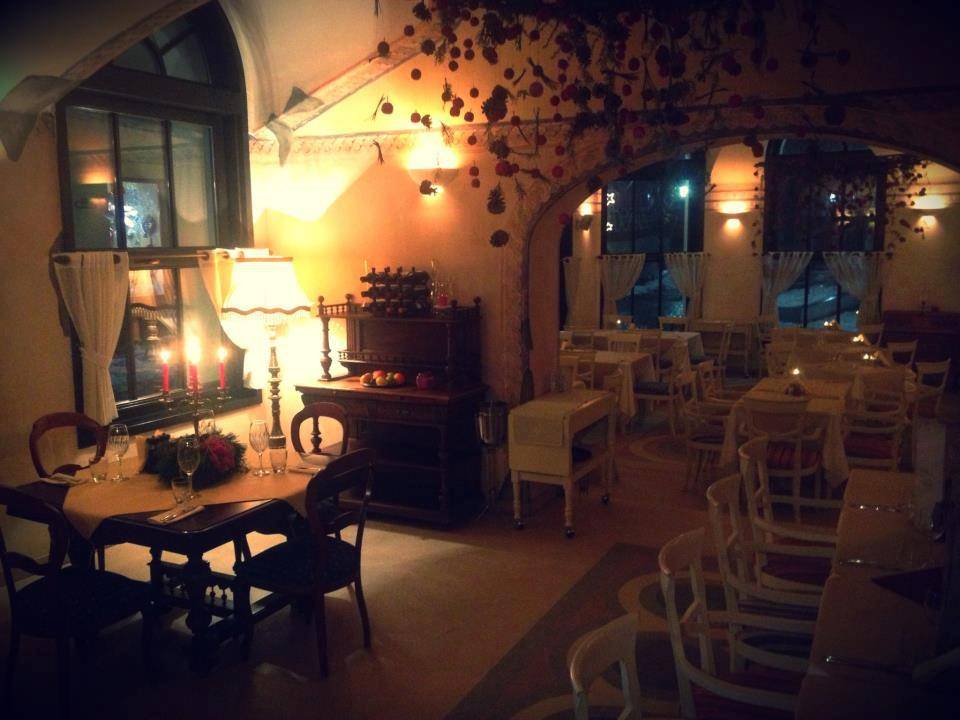
Interiorul Cafenelei Vechi
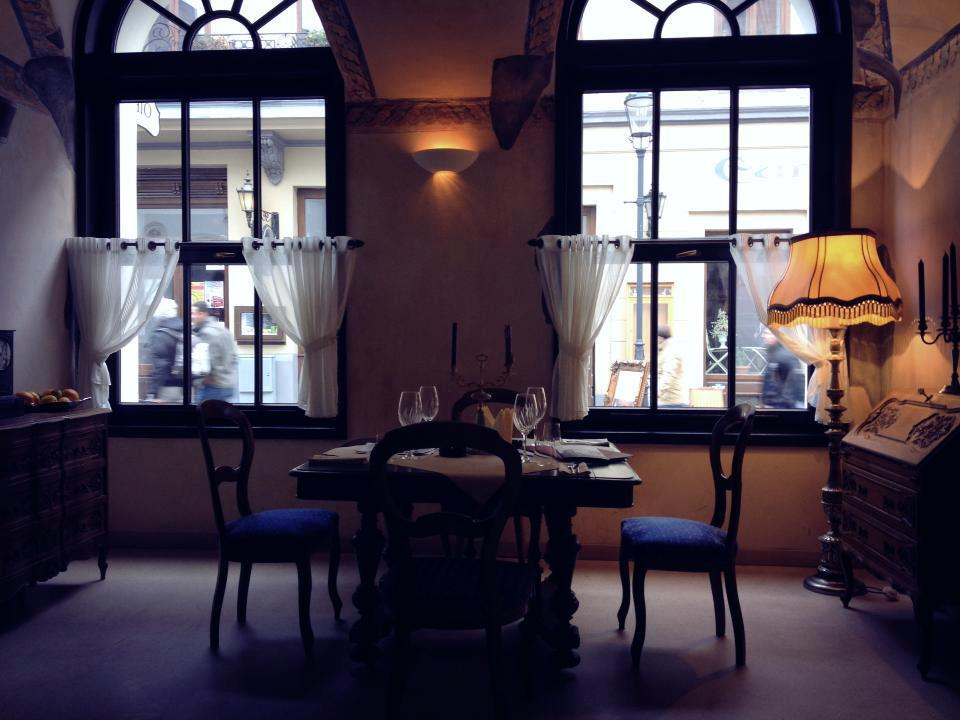
Interiorul Cafenelei Vechi